# Zagrebačka nogometna zona – skupina Kutina 1980./81.
Zagrebačka nogometna zona – skupina Kutina, također i kao Zagrebačka nogometna zona – grupa Kutina je bila liga petog stupnja nogometnog prvenstva Jugoslavije u sezoni 1980./81., u organizaciji Nogometnog saveza općine Kutina. 
 Sudjelovalo je 14 klubova, a prvak je bila "Moslavina" iz Kutine. 

## Ljestvica
| mj. | klub                     | ut. | pob. | ner. | por. | gol+ | gol- | bod |
| --- | ------------------------ | --- | ---- | ---- | ---- | ---- | ---- | --- |
| 1.  | Moslavina Kutina         | 26  | 23   | 2    | 1    | 108  | 20   | 48  |
| 2.  | Sloga Križ               | 26  | 21   | 4    | 1    | 94   | 17   | 46  |
| 3.  | Ivanić (Ivanić-Grad)     | 26  | 15   | 5    | 6    | 72   | 35   | 35  |
| 4.  | Mladost Gornja Gračenica | 26  | 13   | 2    | 11   | 63   | 50   | 28  |
| 5.  | Vatrogasac Husain        | 26  | 12   | 3    | 11   | 40   | 49   | 27  |
| 6.  | Udarnik Okešinec         | 26  | 11   | 3    | 12   | 45   | 42   | 25  |
| 7.  | Mašinac Novska           | 26  | 9    | 7    | 10   | 45   | 51   | 25  |
| 8.  | Mladost Repušnica        | 26  | 10   | 4    | 12   | 42   | 51   | 24  |
| 9.  | Balkan Jasenovac         | 26  | 9    | 5    | 12   | 40   | 43   | 23  |
| 10. | Dinamo Osekovo           | 26  | 9    | 4    | 13   | 41   | 62   | 22  |
| 11. | Metalac Međurić          | 26  | 8    | 5    | 13   | 46   | 57   | 21  |
| 12. | Omladinac Ludina         | 26  | 7    | 5    | 14   | 48   | 73   | 19  |
| 13. | Lokomotiva Kutina        | 26  | 6    | 2    | 18   | 28   | 72   | 14  |
| 14. | Sloga Potok              | 26  | 3    | 1    | 22   | 21   | 110  | 7   |

- Ludina – danas Velika Ludina

## Rezultatska križaljka
| kratica | klub                     | BAL | DIN | IVA | LOK | MAŠ | MET | MLAGG | MLAR | MOS | OML | SLOK | SLOP | UDA | VAT |
| --- | ------------------------ | --- | --- | --- | --- | --- | --- | ----- | ---- | --- | --- | ---- | ---- | --- | --- |
| BAL | Balkan Jasenovac         |     |     |     |     |     |     | 2:0   |      |     |     |      |      |     |     |
| DIN | Dinamo Osekovo           |     |     |     |     |     |     | 4:2   |      |     |     |      |      |     |     |
| IVA | Ivanić (Ivanić-Grad)     |     |     |     |     |     |     | 1:4   |      |     |     |      |      |     |     |
| LOK | Lokomotiva Kutina        |     |     |     |     |     |     | 1:6   |      |     |     |      |      |     |     |
| MAŠ | Mašinac Novska           |     |     |     |     |     |     | 2:1   |      |     |     |      |      |     |     |
| MET | Metalac Međurić          |     |     |     |     |     |     | 0:4   |      |     |     |      |      |     |     |
| MLAGG | Mladost Gornja Gračenica | 2:0 | 4:1 | 1:3 | 5:1 | 4:1 | 5:0 |       | 2:1  | 1:9 | 6:1 | 0:3  | 2:0  | 6:3 | 3:1 |
| MLAR | Mladost Repušnica        |     |     |     |     |     |     | 1:0   |      |     |     |      |      |     |     |
| MOS | Moslavina Kutina         |     |     |     |     |     |     | 0:0   |      |     |     | 2:3  |      |     |     |
| OML | Omladinac Ludina         |     |     |     |     |     |     | 1:1   |      |     |     |      |      |     |     |
| SLOK | Sloga Križ               |     |     |     |     |     |     | 7:3   |      | 0:1 |     |      |      |     |     |
| SLOP | Sloga Potok              |     |     |     |     |     |     | 1:0   |      |     |     |      |      |     |     |
| UDA | Udarnik Okešinec         |     |     |     |     |     |     | 1:0   |      |     |     |      |      |     |     |
| VAT | Vatrogasac Husain        |     |     |     |     |     |     | 4:2   |      |     |     |      |      |     |     |
| |                          |     |     |     |     |     |     |       |      |     |     |      |      |     |     |
| podebljan rezultat - utakmice od 1. do 13. kola (1. utakmica između klubova) rezultat normalne debljine - utakmice od 14. do 26. kola (2. utakmica između klubova) rezultat nakošen - nije vidljiv redoslijed odigravanja međusobnih utakmica iz dostupnih izvora rezultat smanjen * - iz dostupnih izvora nije uočljiv domaćin susreta prekrižen rezultat - poništena ili brisana utakmica p - utakmica prekinuta 3:0 p.f. / 0:3 p.f. - rezultat 3:0 bez borbe |                          |     |     |     |     |     |     |       |      |     |     |      |      |     |     |

 Izvori:

## Kvalifikacije za Ligu Zagrebačke regije
Igrano 10. i 17. lipnja 1981. godine
| Radnik Velika Gorica |  | – |  | Moslavina Kutina |  | 2:0, 3:0 |  |

"Radnik" se plasirao u Ligu Zagrebačke regije
 Izvori: 